# Санчо VI (король Наварри)
Са́нчо VI  (ісп. Sancho VI; 1132 або 1133 — 27 червня 1194) — король Наварри (1150—1194). Прізвисько — Мудрий (ісп. el Sabio)

## Біографія
Походив з династії Хіменес. Син Гарсії IV, короля Наварри, та Маргарити д'Аїльє. Про молоді роки замало відомостей. Наприкінці правління батька брав участь у військовій та державній діяльності.
Успадкував владу після смерті батька у 1150 році. У 1150—1151 роках був змушений підписати з Кастилією і Арагоном Тудельську і Карріонську угоди, втративши частину своїх територій — частину Біскайї, Алаву, Ла-Ріоху і Естеллу. В подальшому він доклав усіх зусиль, щоб відновити королівство в колишніх межах. У 1153 році заснував місто Тевіно.
Санчо VI був першим, хто титулював себе королем Наварри, виключивши з титулу «дукс Памплони». У 1157 році оженився на кастильській інфанті. Після смерті кастильського короля Санчо III, король Наварри зумів зайняти Ла-Ріоху. У 1162—1163 роках Санчо VI повернув собі міста Логроньо, Наваррете, Міранда-де-Ебро і Бривіска. 1163 року спрямував війська на допомогу Мухаммаду ібн-Марданісу, еміру Мурсії, проти вторгнення Альмохадів. У 1165 році уклав союз з Фердинандом II, королем Леону, проти Кастилії.
Він ворогував з Рамоном Баранґе IV, графом Барселони, але з його сином Альфонсо II підписав мирний договір у 1168 році в Сангуесі.
У 1170 році сформував союз Кастилії та Англії, фактично спрямований проти Наварри. У відповідь Санчо VI намагався заручитися підтримкою англійців, але невдало. У 1172 році король Наварри втратив усі землі відпойовані у Кастилії на 1163 рік. У 1174 році зазнав атаки з боку Кастилії і Арагону. Ця війна тривала до 1176 року.
У 1177 році Санчо VI разом з Альфонсо VIII, королем Кастилії, звернувся до арбітражу на чолі із Генріхом II, королем Англії. Останній постановив відновити кордони 1158 року, віддавши Ла-Ріоху та інші землі відповідно до Тудельської угоди — Кастилії. Натомість остання повинна була щорічно протягом 10 років сплачувати королю Наварри 3000 мараведі. Але ці домовленості були зірвані, й конфлікт між Наваррою та Кастилією тривав.
У 1180 році заснував місто Сан-Себастьян, 1181 року — Нуево-Вікторію, що слугували зміцненню королівства з боку Біскайської затоки та області Алава. Водночас спряв розвитку торгівлі, оподаткуванню населення.
У 1186 році Санчо VI стикнувся з новою загрозою з боку сусідів, коли Альфонсо VII Кастильський і Альфонсо II Арагонський вирішили поділити Наварру між собою. Для протистояння цьому наваррський король знову звернувся до Англії , але невдало. У 1190 році в Борха уклав союз з королівством Арагоном проти Кастилії. Того ж року вдалося видати наваррську інфанту за представника англійського королівського роду Плантаганетів. Але втратив місто Тревіно на користь Кастилії.
У 1191 році війська Санчо VI атакували кастильське місто Сорія, але без успіху. Того ж року Санчо VI доєднався до Ліги Уеска, до складу якої входили Португалія, Арагон, Леон, спрямовану проти Альфонсо VIII Кастильського.
Помер 1194 року. Владу успадкував його старший син Санчо.

## Родина
Дружина — Санча, донька Альфонсо VII, короля Кастилії і Леону
Діти:
- Санчо (1170—1234), король Наварри у 1194—1234 роках
- Фернандо (д/н—1207)
- Раміро (д/н—1228), єпископ Памплони
- Беренгарія (д/н—1230/1232), дружина Річарда I Левове Серце, короля Англії
- Бланка (1177—1229), дружина Теобальда III, графа Шампані
- Констанс (д/н)
- Тереза (д/н)

4 бастарди